# Finale (sport)
In ambito sportivo, la finale (chiamata anche finalissima) è il turno conclusivo di un torneo.

## Descrizione
Esclusiva di tornei svoltisi – interamente o in parte – con il formato dell'eliminazione diretta, assegna il titolo di campione all'atleta oppure alla squadra vincitrice. Ai campioni, è solitamente consegnato un premio (coppa oppure medaglia) in oro: al finalista perdente – ovvero secondo classificato – è invece riservato un riconoscimento in argento.
Le finali sono previste anche per altri piazzamenti, ad esempio il 3º e 4º posto: il vincitore di quest'ultimo incontro ("finalina" oppure "finale di consolazione") è premiato con il bronzo. Alcune competizioni, che assegnano le posizioni dalla 5ª alla 8ª, prevedono più finali di consolazione (in caso di 8 squadre – escludendo le 2 partecipanti alla finalissima – si disputano 3 incontri). I partecipanti ad una finale sono chiamati «finalisti».
Le competizioni con girone all'italiana escludono, per definizione, la presenza della finale: è infatti previsto l'incrocio, opportunamente codificato, tra tutte le formazioni presenti.